# Nikolay Olyunin
Nikolay Igoryevich Olyunin (Krasnoyarsk, 23 de outubro de 1991) é um snowboarder russo-estadunidense.
Nikolay Olyunin foi medalhista de prata do Snowboard cross nos Jogos Olímpicos de Inverno de 2014 em Sóchi.